# 賴水清
賴水清（英語：Samson Lai Shui-Ching，1954年3月16日—），香港導演，曾任香港麗的電視及其後的亞洲電視編導及監製。

## 簡歷
賴水清家有七兄弟姊妹，早年就讀利瑪竇書院。他出身於1975年香港無綫電視第4期藝員訓練班，其後轉為幕後並於1978年加入麗的電視。1983年離開亞洲電視後，先後到新加坡及台灣發展；1986年到中國內地發展，是第一批北上發展的香港導演之一。1993年擔任中華電視公司綜藝節目《連環泡》之短劇單元【黃飛鴻會紅】導演。1997年憑藉臺灣電視公司連續劇《新龍門客棧》榮獲第32屆金鐘獎電視金鐘獎最佳導演獎。

## 電視劇演出

#### 無綫電視
- 1975-1976年《民間傳奇》
- 1975年《73》(第三輯)
- 1975年《片斷》飾 工人
- 1975年《乘風破浪》飾 前衛社社長
- 1975年《功夫熱》飾 舞客/徒弟乙
- 1976年《少年十五二十時》
- 1976年《C.I.D.》
- 1976年《黃飛鴻》飾 沈尚賢
- 1976年《無花果》(第8集) 飾 歐陽強
- 1976年《阿Q正傳》
- 1976年《北斗星》
- 1977年《年青人》

#### 麗的電視
- 1980年《大内群英》飾 胤祥

#### 香港電台
- 1978年《獅子山下：四君子》
- 1981年《香港香港：星塵》

#### 台灣
- 1989年《芙蓉鎮》飾 黎桂桂
- 1991年《江湖再見》飾 老游 (客串)

#### 大陸
- 2013年《天龍八部》飾 汪劍通
- 2014年《鹿鼎記》飾 鰲拜

## 電影演出
- 2017年：香港大師　飾 香港大師王天一

## 作品列表

### 無綫電視
- 1976年：北斗星 (場記)
- 1977年：家變 (助理編導)

### 編導 (麗的電視)
- 1978年：新大丈夫 (兼助理編導)
- 1979年：沈勝衣
- 1979年：大白鯊
- 1980年：湖海爭霸錄
- 1980年：大內群英
- 1980年：風塵淚
- 1980年：彩雲深處
- 1981年：珠海梟雄 (兼片頭設計)
- 1981年：浴血太平山
- 1981年：再會太平山
- 1981年：甜甜廿四味

### 監製 (麗的電視/亞洲電視)
- 1981年：甜甜廿四味
- 1981年：我要高飛
- 1982年：大將軍
- 1982年：天堂有路
- 1982年：烽火情仇
- 1983年：一江春水向東流
- 1983年：浮生三記
- 1983年：園中緣

### 電視劇 (其他)
- 1984新加坡廣播局《霧鎖南洋》
- 1986台視《慈禧外傳》
- 1987台視《还君明珠》
- 1988台視《八月桂花香》
- 1989台視《芙蓉鎮》
- 1990台視《末代儿女情》
- 1991台視《碧海情天》
- 1991華視《京城四少》
- 1991台視《末代皇孫》
- 1993《英雄少年》
- 1994《倚天屠龍記 (1994年電視劇)丨倚天屠龍記》
- 1995台視《今生今世》
- 1996台視《新龍門客棧》
- 1997民視《儂本多情》
- 1998民視《江山美人》
- 1998《女巡按》
- 1998《神雕侠侣》
- 1999中視《花木兰》
- 1999《小双侠闯江湖》
- 1999《绝世双骄》
- 2000《东西奇遇结良缘》
- 2000《笑傲江湖》
- 2001中視《青蛇与白蛇》
- 2002《绝世双骄之绝世双雄》
- 2003《倚天屠龙记》
- 2004《神医侠侣》
- 2004《边城小子》
- 2004《皇后驾到》
- 2004《秦王李世民》，导演/编剧
- 2005《刁蠻公主》
- 2005《雪域迷城》
- 2006《新昨夜星辰》，又名《生死孽恋》
- 2007《绣娘兰馨》
- 2007《富贵在天》，又名《爱你一生不后悔》
- 2008《爱无悔》
- 2008《新情义无价》
- 2008《船娘雯蔚》
- 2009《再見艷陽天》
- 2009《源》
- 2010《菩提树下》
- 2011《迷雾围城》
- 2011《天涯明月刀》
- 2012《咏春传奇》
- 2013《非緣勿擾》
- 2013《天龍八部》饰 汪剑通
- 2014《鹿鼎記》 飾 鰲拜
- 2017《花謝花飛花滿天》
- 2019《重耳传奇》
- 2019《请赐我一双翅膀》
- 待播《万水千山总是情》

## 外部連結
- 賴水清的新浪微博
- 賴水清在互联网电影资料库（IMDb）上的資料（英文）（英文）
- 賴水清在香港影庫上的簡介
- 賴水清在豆瓣上的资料（简体中文）
- 賴水清在时光网上的簡介（简体中文）